# تي في 3
تي في 3 (بالإنجليزية: TV3)‏ هي قناة تلفزيونية ماليزية مجانية مملوكة لشركة ميديا بريما. تم إطلاقها في 1 يونيو 1984. في 2013 أصبحت القناة الأكثر مشاهدة في ماليزيا على الرغم من تقلص عدد مشاهدي القنوات المجانية بالبلاد.